# Herbert Müller (pilote automobile)
Pour les articles homonymes, voir Müller et Herbert Müller.
Herbert Müller (11 mai 1940 à Reinach, † 24 mai 1981 au Nurburgring) est un pilote de course automobile éclectique (monoplaces, montagne, tourisme, endurance..) et de moto, de nationalité suisse, du canton d'Argovie où il possédait une fabrique de galvanoplastie.

## Carrière sportive
La carrière de course de "Stumpen-Herbie" (son surnom, ou plus simplement "Herbie") Müller a commencé dans les années 1959-1960 en tant que pilote moto. En 1961, il s'installe dans un châssis d'une Formule 3 et commence avec une Cooper-Norton principalement dans les courses de côte. En 1963, il fait ses débuts en Formule 1 au Grand Prix de Pau avec l'équipe Scuderia Filipinetti au volant d'une Lotus 21 à moteur Coventry Climax terminant 5e. Après cette unique expérience en F1, il se remet à courir avec des voitures de sport.
Müller a remporté en course de montagne beaucoup de succès. En 1963 et 1965, il s'octroie le championnat européen "Hillclimb" en catégorie voitures GT sur Porsche 356 Carrera GTL (voiture revendue en Afrique du Sud à Dawie Gouws), puis Porsche 904, et en 1964 il est vice-champion en sports cars avec Porsche (vainqueur à Sierre-Montana-Crans).
Sa première place à la Targa Florio en 1966 avec une team privé au volant d'une Porsche 906 a été sa première grande victoire. Il l'a répété en 1973 avec une Porsche 911 Carrera RS de course, ayant été durant durant deux ans pilote d'usine du constructeur de Stuttgart. Il s'est ensuivi plusieurs autres victoires notables, et trois années de rang il remporte le championnat Interserie (en 1974, 1975 et 1976). En 1977, Herbert Müller conduit seulement à l'occasion des différents courses de  voitures sports et GT, principalement dans les courses de longue distance.
Lors d'une course de l'Intersérie au Nürburgring au volant d'une Ferrari 512, Müller a survécu à une collision avec un démarrage d'incendie qui a pris fin dans la voie des stands à côté d'un camion de pompiers: Müller est sorti de la voiture et a couru vers un pompier, qui a éteint les flammes sur sa combinaison.
Il décède le 24 mai 1981 pendant les 1 000 kilomètres du Nürburgring dans sa Porsche 908 Turbo. La Porsche 935 de Bobby Rahal était garée sur le côté de la piste à Klostertal depuis le 1er tour, toujours chargée de carburant. Müller est sorti large d'un virage, probablement en raison d'un déversement d'essence, et a heurté un talus à grande vitesse. Il ne portait pas sa ceinture de sécurité, ce qui l'a fait voler contre la fenêtre. La fenêtre a agi comme une guillotine, et il a été décapité par l'impact. En raison de l'accident, le réservoir de carburant s'est rompu provoquant une explosion. La raison la plus fréquemment donnée pour l'accident est qu'il a perdu le contrôle de son prototype en essayant d'éviter le tête-à-queue de la Porsche GT de Karl-Josef Röme.

## Palmarès (sélection)
- 1966: 3e aux 1000 km de Monza

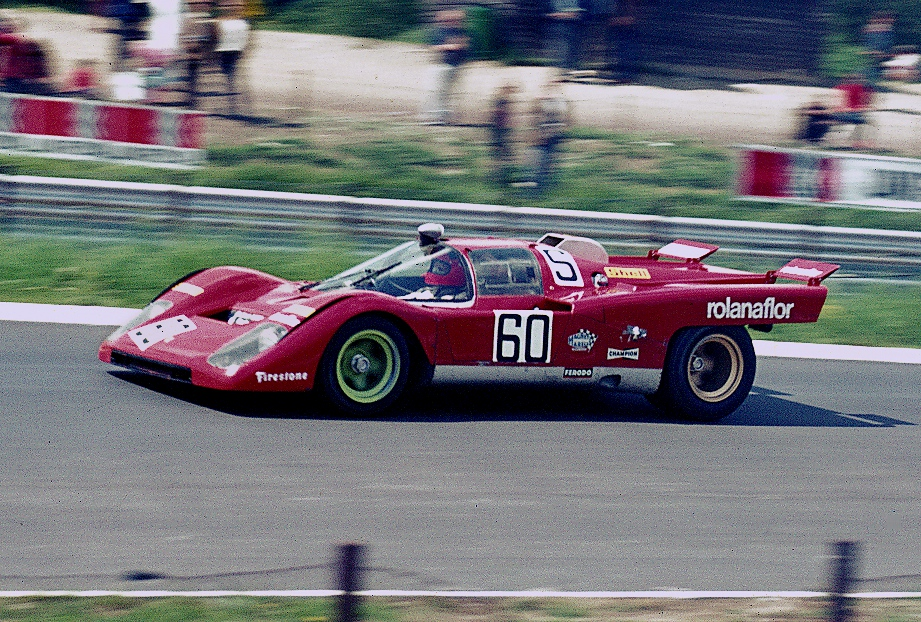
Müller sur Ferrari 512M en 1971

- 1966: Vainqueur de la Targa Florio
- 1971: 2e aux 24 Heures du Mans
- 1973: Vainqueur de la Targa Florio et des 9 Heures de Kyalami
- 1974: 2e aux 24 Heures du Mans
- 1974: 2e aux 6 Heures de Watkins Glen

## Résultat aux 24 Heures du Mans
(treize participations, quatrième suisse le plus présent lors de l'épreuve après Claude Haldi, Walter Brun et Marcel Fassler)
| Année | Team                                  | Voiture                 | Equipier 1                      | Equipier 2              | Place   | Remarque                |
| ----- | ------------------------------------- | ----------------------- | ------------------------------- | ----------------------- | ------- | ----------------------- |
| 1964  | Suisse - Scuderia Filipinetti         | Porsche 904/4 GTS       | France - Claude Sage            |                         | 11e     |                         |
| 1965  | Suisse - Scuderia Filipinetti         | Ford GT40               | États-Unis - Ronnie Bucknam     |                         | Abandon | Surchauffe cylindres    |
| 1966  | Suisse - Scuderia Filipinetti         | Ferrari 365P2           | Belgique - Willy Mairesse       |                         | Abandon | Panne boîte de vitesses |
| 1967  | Suisse - Scuderia Filipinetti         | Ferrari 330P3           | France - Jean Guichet           |                         | Abandon | Dommage pistons         |
| 1968  | Suisse - Scuderia Filipinetti         | Ferrari 250LM           | Royaume-Uni - Jonathan Williams |                         | Abandon | Transmissions           |
| 1969  | France - Equipe Matra Elf             | Matra MS630/650         | France - Johnny Servoz-Gavin    |                         | Abandon | Panne électrique        |
| 1970  | Suisse - Scuderia Filipinetti         | Ferrari 512S            | Royaume-Uni - Mike Parkes       |                         | Abandon | Accident                |
| 1971  | Royaume-Uni - John Wyer Automotive    | Porsche 917             | Royaume-Uni - Richard Attwood   |                         | 2e      |                         |
| 1972  | Espagne - Escuderia Monntjuich        | De Tomaso Pantera       | Suisse - Cox Kocher             |                         | Abandon | Surchauffe cylindres    |
| 1973  | Allemagne - Martini Racing Team       | Porsche 911 Carrera RSR | Pays-Bas - Gijs van Lennep      |                         | 4e      |                         |
| 1974  | Allemagne - Martini Racing Team       | Porsche 911 Carrera RSR | Pays-Bas - Gijs van Lennep      |                         | 2e      |                         |
| 1978  | Suisse - Haberthur Meccarillos Racing | Porsche 935/76          | Suisse - Claude Haldi           | Suisse - Nick McGranger | Abandon | Panne boîte de vitesses |
| 1979  | Suisse - Lubrifilm Racing Team        | Porsche 934             | Suisse - Angelo Pallavicini     | Suisse - Marco Vanoli   | 4e      | Vainqueur catégorie GT  |

## Anecdote
- Amateur de cigares, il était rare de le voir dans un stand sans en détenir au moins un sur lui.

## Récompenses
- BP Racing Trophy en 1973 (le piston doré de la presse spécialisée suisse)[2].